# Werkwohnung

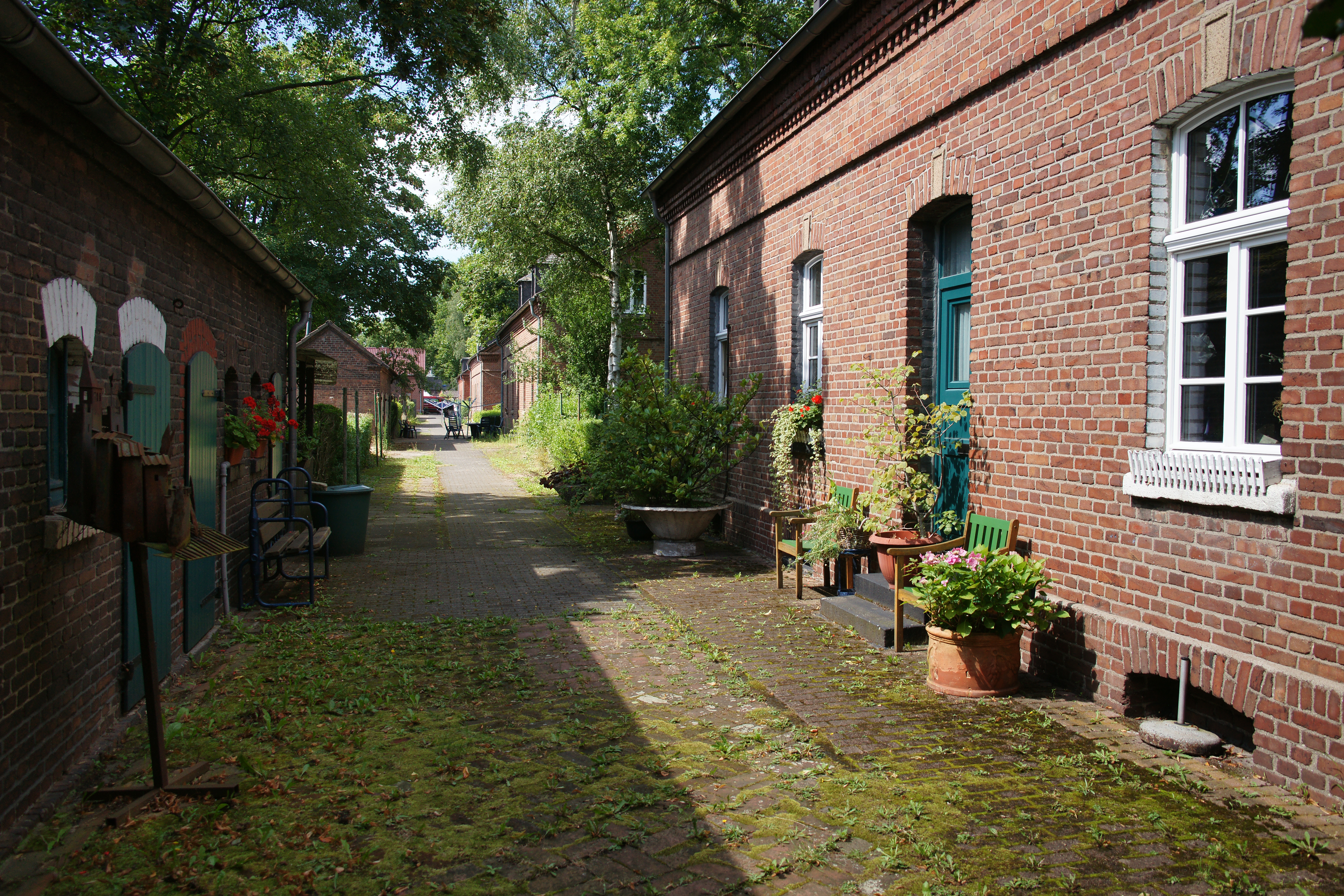
Siedlung Eisenheim: Arbeitersiedlungen sind ein historisches Beispiel der Werkwohnung.

Eine Werkwohnung (auch: Werkswohnung) ist eine Wohnung, die von einem Arbeitgeber an einen Arbeitnehmer oder sonstigen Dienstverpflichteten gerade in Ansehung des Dienst- oder Arbeitsverhältnisses vermietet wird.
Man unterscheidet Werkswohnungen in:
- Werkmietwohnungen
  - allgemeine Werkwohnungen
  - funktionsgebundene Werkwohnungen
- Werkdienstwohnungen

Die Werkmietwohnung wird über einen separaten Mietvertrag angemietet, die Werkdienstwohnung ist Teil des Arbeitsvertrags. Zu ihnen gehören auch an ein Amt gebundene Wohnräume wie das Pfarrhaus. 

## Rechtslage in Deutschland
Das deutsche Mietrecht kennt für Werk- oder Werkdienstwohnungen einige Besonderheiten, die in §§ 576-576b BGB geregelt sind. Diese Sonderregelungen betreffen die erleichterte Kündbarkeit solcher Wohnungen. Da der Arbeitgeber ein Interesse daran hat, die Wohnungen gerade seinen Mitarbeitern zur Verfügung stellen zu können, sollen für den Fall der Beendigung des Arbeitsverhältnisses nicht die allgemeinen Kündigungserschwernisse der Wohnraummiete gelten.
Generell kann der Arbeitgeber Werkwohnungen bei Beendigung des Dienst- oder Arbeitsverhältnisses bis zum dritten eines Monats mit Wirkung zum Ende des übernächsten Monats kündigen, bei Wohnungen, die wegen ihrer besonderen Lage zum Dienstort für einen Nachfolger benötigt werden, auch zum Ende des laufenden Monats.
Ansonsten sind abweichend vom sonstigen Mietrecht auch die Arbeitgeberbelange bei einem Widerspruch gegen die Kündigung zu berücksichtigen.
Abweichende Vereinbarungen, die sich zu Ungunsten des Mieters auswirken würden, sind unwirksam, weil die Sonderregelungen ohnehin schon eine Verschlechterung des Mieterschutzes darstellen.

## Formen
Massenunterkünfte wurden je nach Branche und Region z. B. als Knappenhaus, Schlafhaus oder Werksheim bezeichnet. Daneben bestehen Arbeitersiedlungen, die zumeist auf Familienhaushalte angelegt wurden.

## Werkwohnungsbau

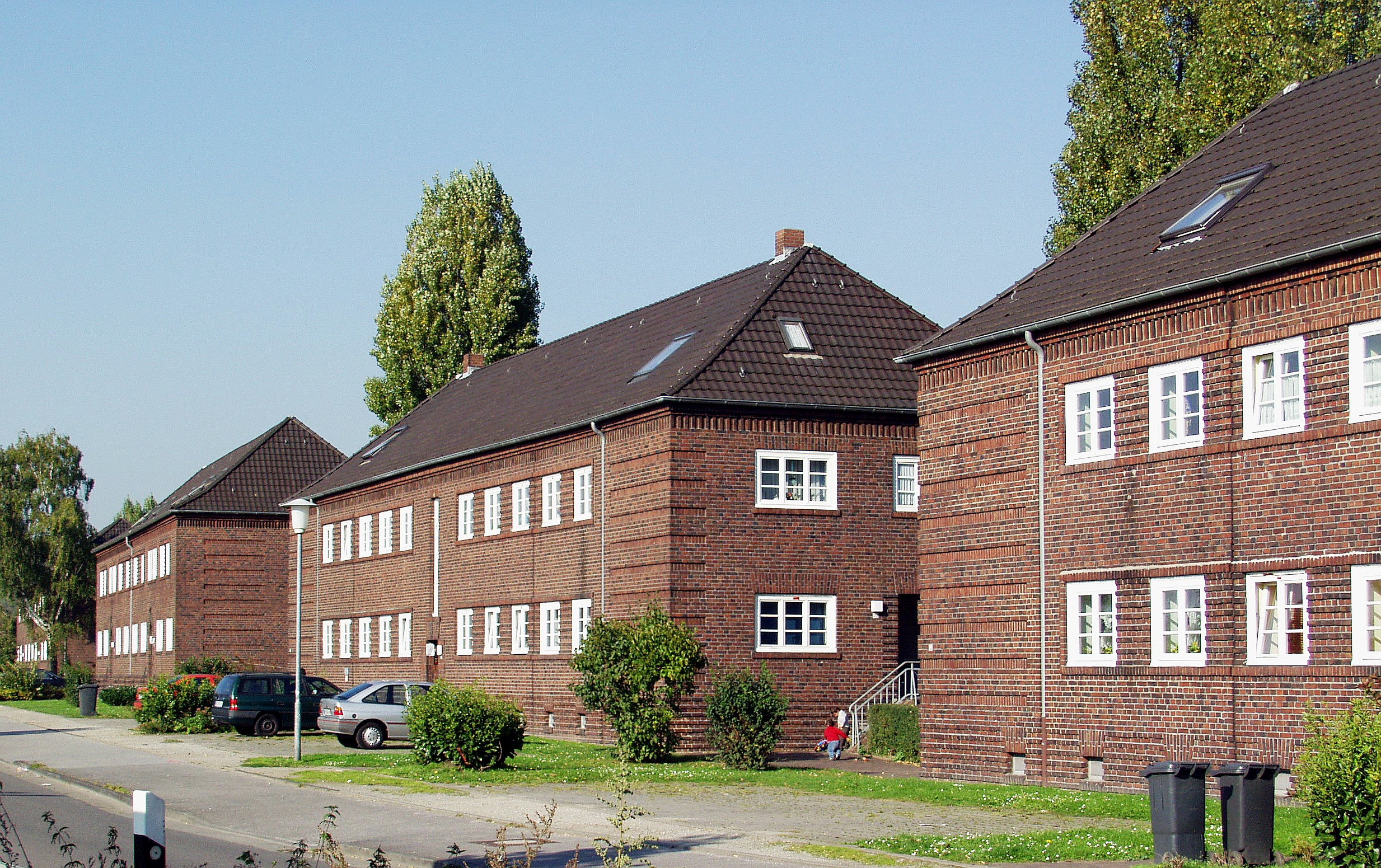
Bergarbeitersiedlung der Zeche Rheinpreußen, Moers, 1930er Jahre

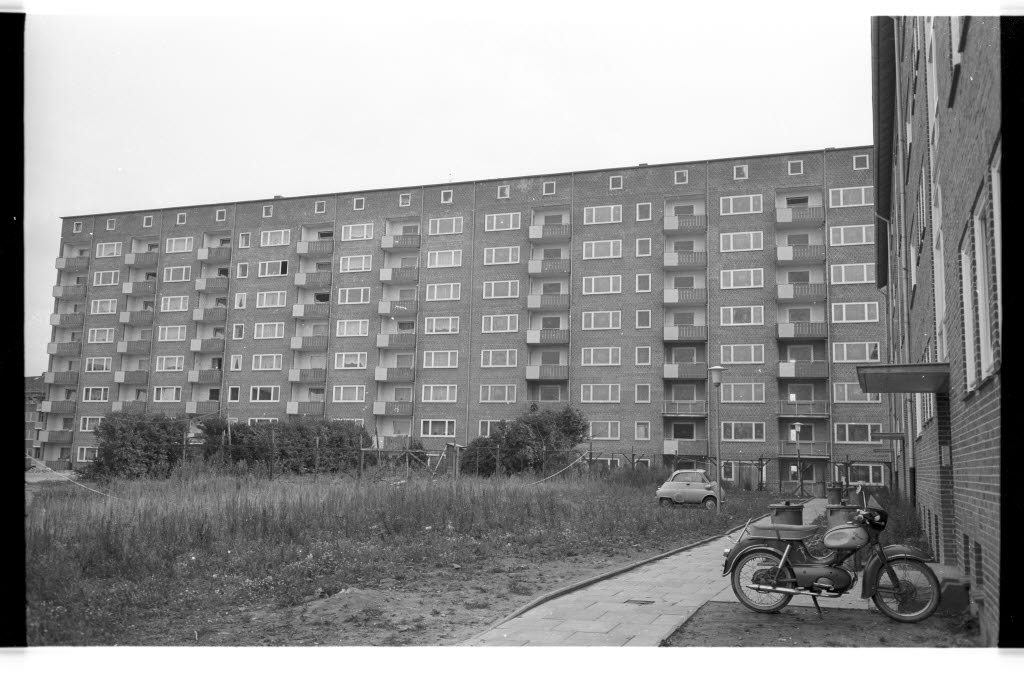
Werkswohnungen der Howaltswerke, Kiel, 1960er Jahre

Der Werkswohnungsbau bezeichnet den Bau von Wohnungen eines privatwirtschaftlichen Unternehmens für seine Beschäftigten. Es wird dabei zwischen werkseigenem und werksgebundenem Wohnungsbau unterschieden. Im werkseigenen Wohnungsbau wurden und werden die Gebäude vom Unternehmen auf eigene Rechnung und im eigenen Namen errichtet. Werksgebundene Wohnungen wurden und werden von zumeist gemeinnützigen Werkswohnungsbaugesellschaften unter Ausschöpfung staatlicher Förderungen errichtet.

## Vorbedingungen des Werkswohnungsbaus
Die Gründerzeit war in Deutschland zweiteilig, insofern ab 1830 erste Manufakturen entstanden und nach dem Krieg 1870/71 dann eine zweite Phase folgte. Hierbei ging es um Mechanisierung, einerseits der Landwirtschaft und anderseits der Produktion. Dies führte dann dazu, dass sehr viele Menschen den ländlichen Raum verließen, da ihre Arbeit dort von Maschinen verrichtet wurde und sie damit ihren Broterwerb verloren hatten. Auf der Suche nach Arbeit, zum Beispiel in den neu entstehenden Fabriken, zogen die Menschen in die schnell wachsenden Städte.
Unvermeidbare Folge war eine dramatische Wohnungsnot, hier wird der Zeitraum 1830 bis 1914 genannt, in den Städten. Neben dem Mangel an Wohnraum waren vor allem hygienische Mängel prägend: mehrere überbelegte Wohnungen teilten sich eine Toilette, und enge Reihen von Mietskasernen ließen kaum Frischluft und Tageslicht herein. Die Gesundheit der Menschen litt unter diesen Lebensbedingungen.
Noch bevor die Städte selber nach Lösungen suchten und fanden, gab es privatwirtschaftliche Angebote, darunter die Werkswohnung. Mit dem Angebot einer Arbeitsstelle war eine dazugehörige Wohnung verbunden. Mit dem Angebot einer Werkswohnung konnte ein Arbeitgeber langfristig Arbeiter an sich binden, da eine Kündigung auch den Verlust der Wohnung bedeutete. Der Arbeitgeber konnte das auch als Druckmittel einsetzen, um Streiks zu verhindern.
Kriegsbedingt war zwischen 1914 und 1918 das Thema Wohnungsnot untergeordnet zudem eben viele junge Männer an der Front waren. Durch den Kriegsausgang eskalierte das Thema Wohnungsnot danach wieder.

## Beispiele für Werkwohnungsbau
Die Deutsche Bundesbahn (heute Deutsche Bahn) hatte viele Jahrzehnte Wohnungen für ihre Bediensteten, ebenso Großbetriebe, wie Borsig. Auch die Regierung hat und hatte Wohnungen für Behörden-Mitarbeitende. Eine Sonderform des Werkwohnungsbaus ist die Arbeitersiedlung.
Ein bekanntes historisches Areal von Werkswohnungen ist die Borsig-Siedlung in Heiligensee, Berlin.

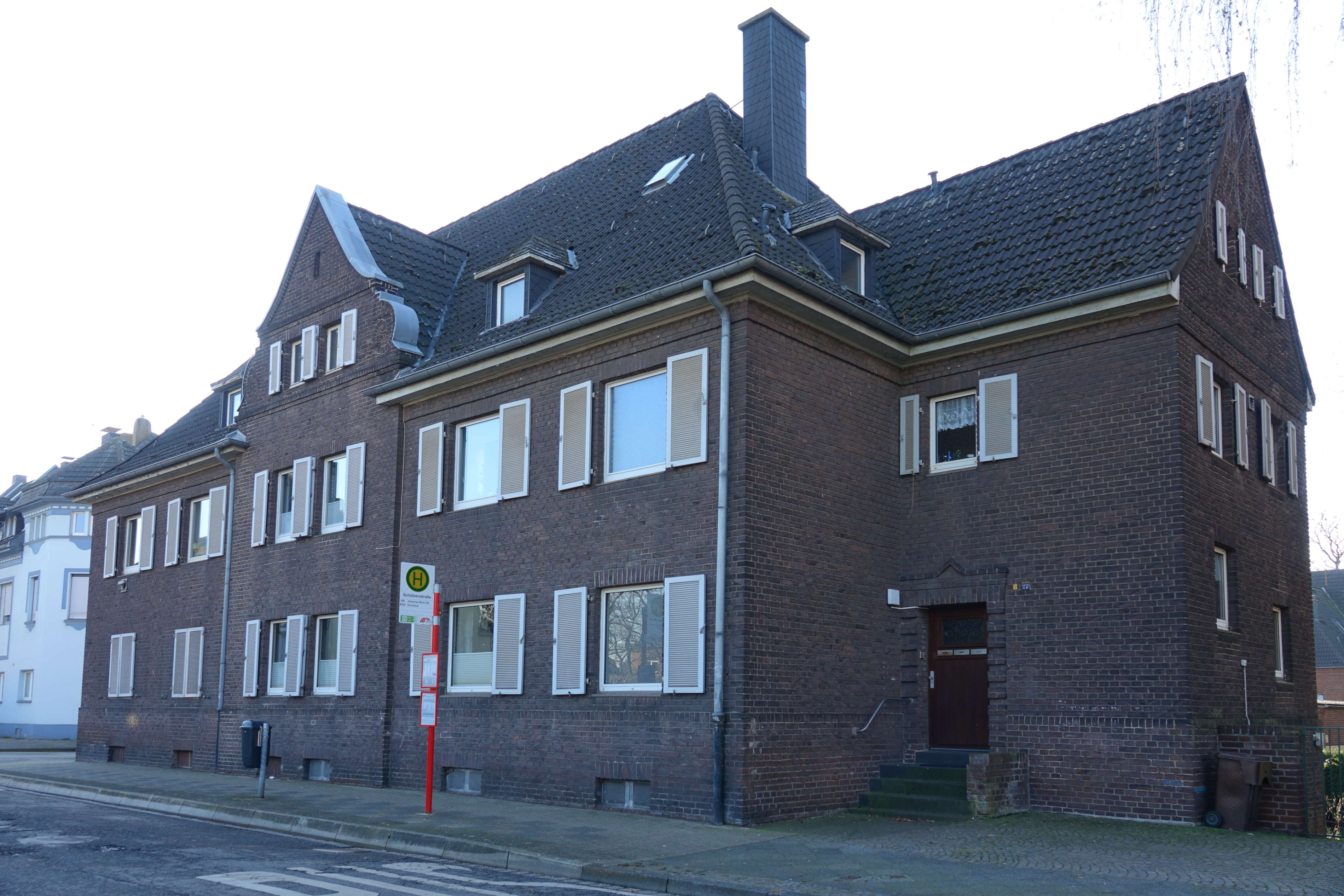
Wohnhaus der Ter-Meer-Siedlung (Ahornstraße 27)

Eine typische Arbeitersiedlung ist die Ter-Meer-Siedlung, Uerdingen, Nord-Uerdingen. Ihr Auftrag- und Namensgeber war Edmund ter Meer. Er plante eine Arbeitersiedlung mit zweigeschossigen Backsteinhäusern für die damaligen chemischen Fabriken vormals Weiler ter-Meer, die 1921–1922 errichtet wurde.
In den 1930er Jahren entstanden Fabrik- und Werkswohnungsbauten in Ivrea von Olivetti.
Mit Krise im Wohnungsbau Mitte des 20. Jahrhunderts, in der Vermietung aufgrund guten Wohnungsangebotes bei hohen Leitzinsen und Handwerkerkosten unwirtschaftlich war, wurden diese Bestände im allgemeinen Trend reduziert oder sogar ganz aufgelöst.

## Renaissance
Mit neuer Wohnungsnot ab im 21. Jahrhundert wurde dieses Modell wiederentdeckt. Insbesondere in Ballungsräumen mit hohen Mieten sind Werkswohnungen ein Vorteil beim Recruiting von Fachkräften.
Die Wohnungen werden oft günstiger angeboten als vergleichbare Mietwohnungen und liegen in direkter Nachbarschaft zur Arbeitsstelle. Die Ersparnis von Kosten und Pendelwegen macht die Werkswohnung zum attraktiven Faktor für Arbeitsuchende.
Neben dem Neubau eigener Werkswohnungen bieten manche Unternehmen auch eine Vermittlung von Wohnungen an. Diese sind dann zwar nicht preisgünstiger, aber die Bewerber erlangen damit einen Vorteil auf dem umkämpften Immobilienmarkt. Andere bieten möblierte Wohnungen als Übergangslösung für neue Mitarbeiter an, um den Zeitdruck für Wohnungssuche und Umzug zum Arbeitsbeginn abzumildern.
Heute werden im Unterschied zu früheren Werkssiedlungen häufiger Einzelobjekte gebaut. Das Anlegen einer kompletten Siedlung ist zum einen in bereits dicht besiedelten Ballungsräumen kaum möglich, zum anderen wünschen die Mieter eine direkte Einbindung in die Stadt.
Auch die Charité hat Werkswohnungen gebaut bzw. Generalmietverträge für Wohnungen. 
Werkswohnungen als Standortfaktor von je her in Wolfsburg.

## Kritik
Werkswohnung bedeutet, dass zugleich mit einem Jobverlust der Verlust der Wohnung erfolgt. Es gibt entsprechende Klauseln in den Mietverträgen, die festlegen, in welchem Zeitraum die Wohnung nach Ende des Arbeitsverhältnisses geräumt werden muss.
Die soziale Kontrolle durch Nachbarn, die zweifelsfrei Arbeitskollegen sind, ist naturgemäß hoch. Dieses Umfeld empfinden manche Mieter als unangenehme Überlappung von Arbeit und Privatleben.

## Belege
1. ↑  Wenn der Arbeitgeber die Wohnung stellt. 15. August 2019, abgerufen am 14. Mai 2024 (deutsch).
2. ↑  Renate Kastorff-Viehmann: Wohnungsbau für Arbeiter, Klenkes, Aachen, 1981, S. 75.
3. ↑  Diplomarbeit von Saskia Spreitzer (PDF; 42 MB), abgerufen am 19. Oktober 2023
4. ↑   https://www.wiwo.de/unternehmen/wiwo-history-tatort-ivrea-wo-ein-industrieller-eine-stadt-fuer-seine-mitarbeiter-errichtete/29717772.html
5. 1 2  Werkswohnungen – Wohnen beim Chef – Geld – SZ.de, abgerufen am 19. Oktober 2023
6. ↑  Comeback der Werkswohnung: Konzerne locken mit niedrigen Mieten, abgerufen am 19. Oktober 2023
7. ↑  Unternehmen bauen Wohnungen als  Standortvorteil mit zudem vergünstigter Miete.
8. ↑  Altes Konzept wiederbelebt: Deutsche Bahn plant Werkswohnungen, abgerufen am 19. Oktober 2023
9. ↑   Geschichte und Ausblick https://www.faz.net/aktuell/rhein-main/wirtschaft/unternehmen-als-vermieter-mit-werkswohnungen-gegen-fachkraeftemangel-110629512.html
10. ↑   https://taz.de/Werkswohnungen-fuer-die-Charite/!6025198/
11. ↑   https://taz.de/Fachkraeftemangel-trifft-auf-Wohnungsnot/!6047477/